# To Pimp a Butterfly
To Pimp a Butterfly (с англ. — «Совратить бабочку») — третий студийный альбом американского рэпера Кендрика Ламара, вышедший 15 марта 2015 года на лейблах Top Dawg, Aftermath Entertainment и Interscope Records. Продюсером были Dr. Dre и другие. Диск Ламара возглавил американский хит-парад Billboard 200, а также был номинирован на премию Грэмми-2016 в категории Лучший альбом года.

## Об альбоме
To Pimp a Butterfly впервые вышел 15 марта 2015 года на iTunes Store и Spotify, то есть за 8 дней до первоначально предполагаемой официальной даты релиза. По словам Энтони Тиффита, генерального директора лейбла Top Dawg Entertainment, досрочный релиз альбома был непреднамеренным, по-видимому, это было вызвано ошибкой со стороны Interscope Records. На следующий день он стал недоступен на iTunes, но релиз был возобновлён 23 марта, хотя сохранялась доступность по стримингу на Spotify. В первую же неделю релиза To Pimp a Butterfly дебютировал на первом месте в американском хит-параде Billboard 200 с тиражом 324,000 копий в США.
По состоянию на февраль 2016 года в США было продано 788 000 копий альбома.

## Обложка
В 2024 году редакция журнала Rolling Stone присудила обложке пластинки 12-е место в списке 100 лучших обложек альбомов всех времён: «на знаменитой пластинке была изображена черно-белая фотография (сделанная французским фотографом Денисом Рувром) домашней вечеринки возле Белого дома… Со своими деньгами и выпивкой все либо готовятся к революции, либо празднуют победу, что также делает картину восхитительно двусмысленной. Если у хип-хоп-альбомов есть свой „Sgt. Pepper“, то это он».

## Отзывы
Альбом получил восторженные отзывы музыкальных критиков. Альбом, кроме США, также возглавил хит-парады Великобритании, Канады, Австралии и Новой Зеландии.
Журнал Rolling Stone поставил альбом на первое место в своём списке лучших дисков 2015 года «The 50 Best Albums of 2015».
7 декабря 2015 года альбом был номинирован на музыкальную премию Грэмми в категории Лучший альбом года.

### Итоговые рейтинги
| Страна         | Публикация           | Список                                   | Ранг |
| -------------- | -------------------- | ---------------------------------------- | ---- |
| США            | Billboard            | 25 Best Albums of 2015                   | 1    |
| США            | Billboard            | 10 Best Hip-Hop Albums of 2015           | 1    |
| США            | Complex              | The Best Albums of 2015 (So Far)         | 1    |
| США            | Complex              | The Best Albums of 2015                  | 1    |
| США            | Consequence of Sound | Top 50 Albums of 2015                    | 1    |
| США            | Entertainment Weekly | The 40 Best Albums of 2015               | 1    |
| UK             | NME                  | NME’s Albums of the Year 2015            | 2    |
| Великобритания | Pitchfork Media      | The Best Albums of 2015                  | 1    |
| США            | Rolling Stone        | 45 Best Albums of 2015 (So Far)          | *    |
| США            | Rolling Stone        | The 50 Best Albums of 2015               | 1    |
| США            | Rolling Stone        | 40 Best Rap Albums of 2015               | 1    |
| США            | Slant Magazine       | The 25 Best Albums of 2015               | 1    |
| США            | Spin                 | The 50 Best Albums of 2015               | 1    |
| США            | Stereogum            | The 50 Best Albums of 2015               | 2    |
| Великобритания | The Guardian         | The Best Albums of 2015                  | 1    |
| США            | The New York Times   | The Best Albums of 2015 (by Jon Pareles) | 1    |
| США            | The New York Times   | The Best Albums of 2015 (by Ben Ratliff) | 2    |
| США            | The New York Times   | The Best Albums of 2015 (by Nate Chinen) | 2    |
| США            | Time                 | Top 10 Best Albums                       | 3    |
| США            | Vice                 | The 50 Best Albums of 2015               | 1    |

| Совокупная оценка    | Совокупная оценка |
| Источник             | Оценка            |
| -------------------- | ----------------- |
| Metacritic           | 96/100            |
| Оценки критиков      |                   |
| Источник             | Оценка            |
| AllMusic             | [ 29 ]            |
| Chicago Tribune      | [ 30 ]            |
| Cuepoint             | A–                |
| Entertainment Weekly | A                 |
| The Guardian         | [ 31 ]            |
| The Observer         | [ 32 ]            |
| Pitchfork Media      | 9.3/10            |
| Rolling Stone        | [ 34 ]            |
| Slant Magazine       | [ 35 ]            |
| Spin                 | 10/10             |

* без указания места в списке

## Список композиций
| №                   | Название                                                               | Автор(ы) | Продюсеры                                       | Длительность |
| ------------------- | ---------------------------------------------------------------------- | --- | ----------------------------------------------- | ------------ |
| 1.                  | «Wesley's Theory» (при участии Джорджа Клинтона и Thundercat)          | Kendrick Duckworth George Clinton Steven Ellison Ronald "Flippa" Colson Stephen Bruner Boris Gardiner                           | Flying Lotus Flippa Sounwave [a] Thundercat [a] | 4:47         |
| 2.                  | «For Free? (Interlude)»                                                | Duckworth Terrace Martin Rose McKinney                                                                                          | Martin                                          | 2:10         |
| 3.                  | «King Kunta»                                                           | Duckworth Bruner Johnny Burns Michael Jackson Ahmad Lewis Stefan Gordy James Brown Fred Wesley John Starks                      | Sounwave Martin [a]                             | 3:54         |
| 4.                  | «Institutionalized» (при участии Билала, Anna Wise и Snoop Dogg)       | Duckworth Columbus Smith Fredrik Halldin Sam Barsh                                                                              | Rahki                                           | 4:31         |
| 5.                  | «These Walls» (при участии Bilal, Anna Wise и Thundercat)              | Duckworth Martin Larrance Dopson James Fauntleroy McKinney                                                                      | Martin 1500 or Nothin' Sounwave [a]             | 5:01         |
| 6.                  | «u»                                                                    | Duckworth Taz "Ti$a" Arnold Michael "Whoarei" Brown                                                                             | Arnold Whoarei Sounwave [a]                     | 4:28         |
| 7.                  | «Alright»                                                              | Duckworth Pharrell Williams Mark Spears                                                                                         | Williams Sounwave                               | 3:39         |
| 8.                  | «For Sale? (Interlude)»                                                | Duckworth Arnold | Arnold Sounwave [a] Martin [a]                  | 4:51         |
| 9.                  | «Momma»                                                                | Duckworth Glen Boothe Arnold Sylvester Stewart Lalah Hathaway Rahsaan Patterson Rex Rideout                                     | Knxwledge Arnold                                | 4:43         |
| 10.                 | «Hood Politics»                                                        | Duckworth Bruner Sufjan Stevens                                                                                                 | Tae Beast Sounwave Thundercat                   | 4:52         |
| 11.                 | «How Much a Dollar Cost» (при участии James Fauntleroy и Ronald Isley) | Duckworth Martin Josef "LoveDragon" Leimberg McKinney Fauntleroy Ronald Isley                                                   | LoveDragon                                      | 4:21         |
| 12.                 | «Complexion (A Zulu Love)» (featuring Rapsody)                         | Duckworth Bruner Marlanna Evans                                                                                                 | Thundercat Sounwave Martin [a] The Antydote [a] | 4:23         |
| 13.                 | «The Blacker the Berry»                                                | Duckworth Matthew Samuels Stephen Kozmeniuk Ken Lewis Brent Kolatalo Jefferey Campbell Alexander "Jesứs" Izquierdo Zale Epstein | Boi-1da KOZ Martin                              | 5:28         |
| 14.                 | «You Ain't Gotta Lie (Momma Said)»                                     | Duckworth Martin | LoveDragon                                      | 4:01         |
| 15.                 | «i»                                                                    | Duckworth Columbus Smith Isley O'Kelly Isley, Jr. Ernie Isley Marvin Isley Rudolph Isley Christopher Jasper                     | Rahki                                           | 5:36         |
| 16.                 | «Mortal Man»                                                           | Duckworth Bruner Fela Anikulapo Kuti Tupac Shakur                                                                               | Sounwave                                        | 12:07        |
| Общая длительность: | Общая длительность:                                                    | Общая длительность: | Общая длительность:                             | 78:51        |

Источник
- ↑  — дополнительный продюсер.

## Участники записи
По данным AllMusic и заметкам на цифровом буклете альбома
- Кендрик Ламар — вокал; арт-директор
- Джордж Клинтон — вокал (трек 1)
- Thundercat — вокал (треки 1, 5); бэк-вокал (треки 7, 12, 14); бас (треки 3, 13, 15, 16); дополнительный бас (дорожка 5); продюсер (треки 10, 12); дополнительное продюсирование (трек 1)
- Анна Уайз — вокал (треки 4, 5); бэк-вокал (треки 1, 2, 10)
- Билал — вокал (треки 4, 5); бэк-вокал (6, 8-10)
- Snoop Dogg — вокал (трек 4)
- Джеймс Фаунтлерой — вокал (трек 11); бэк-вокал (трек 16)
- Рональд Исли — вокал (трек 11); дополнительный вокал (трек 15)
- Rapsody (Марлана Эванс) — вокал (трек 12)
- Flying Lotus — продюсер (трек 1)
- Рональд «Flippa» Колсон — продюсер (трек 1)
- Sounwave (Марк Энтони Спирс) — продюсер (треки 3, 7, 10, 12, 16); дополнительное продюсирование (треки 1, 5, 6, 8, 10); клавишные (трек 14); струнные аранжировки
- Террас Мартин — альт-саксофон (треки 1, 2, 6-9, 11, 13, 14, 16); рожки (дорожка 1); клавишные (треки 5, 6, 8-12); продюсер (треки 2, 5); дополнительное продюсирование (треки 3, 8, 12, 13); вокодер (треки 9, 14); струнные аранжировки
- Rahki — продюсер (треки 4, 15); ударные (трек 15)
- Фредрик «Томми Блэк» Холлдин — продюсер (трек 4)
- Ларранс Допсон — ударные (треки 5, 11-14); клавишные, продюсер (трек 5)
- Taz Arnold aka Tisa — бэк-вокал (треки 4, 8, 9, 15); продюсер (треки 6, 8)
- Whoarei — продюсер (трек 6)
- Фаррелл Уильямс — продюсер, вокал (трек 7)
- Knxwledge — продюсер (трек 9)
- Tae Beast — продюсер (трек 10)
- Lovedragon — продюсер (треки 11, 14)
- Boi-1da — продюсер (трек 13)
- KOZ — продюсер (трек 13)
- Dr. Dre — исполнительный продюсер; бэк-вокал (трек 1)
- Джеймс Хант — инженер (треки 1-7, 13-16); помощник по сведению
- Derek «MixedByAli» Ali — инженер (треки 1-6, 8-16), сведение
- Katalyst — дополнительное программирование ударных, дополнительная запись (трек 13)
- Майк Боззи — мастеринг-инженер[39]
- Ash Riser — бэк-вокал (трек 1)
- Йозеф Леймберг — труба (трек 1, 5, 8, 11, 12, 14, 16), вокал (трек 1)
- Уитни Алфорд — бэк-вокал (треки 1, 3)
- Роберт Спут Сиррайт — ударные (трек 2); клавишные (трек 10)
- Роберт Гласпер — фортепиано (трек 2); клавишные (треки 5, 12, 13, 16)
- Брэндон Оуэнс — бас (треки 2, 16)
- Крейг Брокман — орган (трек 2)
- Марлон Уильямс — гитара (треки 2, 5, 6, 11, 14, 16); дополнительная гитара (трек 3)
- Дарлин Тиббс — бэк-вокал (трек 2)
- Мэтт Шеффер — дополнительная гитара (трек 3); запись (дорожки 3, 6, 11-16)
- Сэм Барш — клавишные (треки 4, 15)
- Педро Кастро — кларнет (трек 4)
- Габриэль Ноэль — виолончель (трек 4), контрабас (трек 11)
- Пол Картрайт — скрипка (треки 4, 11, 16)
- Грегори Мур — гитара (трек 5)
- Камаси Вашингтон — тенор-саксофон (трек 6); струнные аранжировки
- Адам Турчан — баритон-саксофон (трек 6)
- Джессика Вильмас — бэк-вокал (трек 6)
- SZA — бэк-вокал (треки 6, 8)
- Кэндис Уэйкфилд — бэк-вокал (треки 7, 15)
- Престон Харрис — бэк-вокал (треки 8, 10, 14)
- Лала Хэтэуэй — бэк-вокал (треки 9, 12, 13)
- Дион Фрили — бэк-вокал (треки 10, 15)
- Talkbox Monte — бэк-вокал (трек 12)
- JaVonté — бэк-вокал (треки 12, 14, 16)
- Пит Рок — бэк-вокал / скретч (трек 12)
- Рональд Брунер мл. — ударные (трек 13)
- Вианн Вон — бэк-вокал (трек 14)
- Кейт Эски — гитара (трек 15)
- Кендалл Льюис — ударные (трек 15)
- Крис Смит — бас (трек 15)
- Уильям Пот — бэк-вокал (трек 15)
- Девон Даунинг — бэк-вокал (трек 15)
- Эдвин Орельяна — бэк-вокал (трек 15)
- Дэйв Фри — бэк-вокал (трек 15)
- Юниус Бервин — клавишные (трек 16)
- Амброс Акинмюзире — труба (трек 16)

## Позиции в чартах
| Чарт (2015—2016)                       | Высшая позиция |
| -------------------------------------- | -------------- |
| Австралия (ARIA)                       | 1              |
| Австрия (Ö3 Austria)                   | 15             |
| Бельгия/Фландрия (Ultratop)            | 4              |
| Бельгия/Валлония (Ultratop)            | 16             |
| Канада (Canadian Albums Chart)         | 1              |
| Дания (Hitlisten)                      | 3              |
| Нидерланды (Album Top 100)             | 9              |
| Финляндия (Suomen virallinen lista)    | 14             |
| Франция (SNEP)                         | 17             |
| Германия (Media Control)               | 7              |
| Венгрия (MAHASZ)                       | 34             |
| Ирландия (IRMA)                        | 6              |
| Италия (FIMI)                          | 32             |
| Новая Зеландия (RMNZ)                  | 1              |
| Норвегия (VG-lista)                    | 2              |
| Португалия (AFP)                       | 21             |
| Испания (PROMUSICAE)                   | 91             |
| Швеция (Sverigetopplistan)             | 10             |
| Швейцария (Schweizer Hitparade)        | 3              |
| Шотландия (Scottish Albums Chart)      | 3              |
| Великобритания (UK Albums Chart)       | 1              |
| Великобритания (UK R&B Albums Chart)   | 1              |
| США (Billboard 200)                    | 1              |
| США (Billboard Top R&B/Hip-Hop Albums) | 1              |

### Итоговые годовые чарты
| Чарт (2015)                      | Позиция |
| -------------------------------- | ------- |
| Australian Albums (ARIA)         | 23      |
| Canadian Albums                  | 23      |
| New Zealand Albums (RMNZ)        | 27      |
| Billboard 200                    | 16      |
| Billboard Top R&B/Hip-Hop Albums | 3       |

## Сертификации
| Регион                                                                      | Сертификация  | Продажи   |
| --------------------------------------------------------------------------- | ------------- | --------- |
| Австралия (ARIA)                                                            | Платиновый    | 70 000    |
| Канада (Music Canada)                                                       | 2× Платиновый | 160 000   |
| Дания (IFPI Danmark)                                                        | Платиновый    | 20 000    |
| Польша (ZPAV)                                                               | Золотой       | 10 000    |
| Великобритания (BPI)                                                        | Платиновый    | 300 000   |
| США (RIAA)                                                                  | Платиновый    | 1,050,000 |
| Данные о продажах + прослушиваниях приведены только на основе сертификации. |               |           |

### Комментарии
1. ↑  «Совратить бабочку», опорочить ее образ. Вот что система попытается сделать с каждым, кто вырвется наружу из кокона при рождении, путем постоянного искушения, навязывания ложных ценностей, стереотипных суждений и выводов. To pimp a butterfly. Это такой же грех, как и убийство пересмешника... Само название альбома является отсылкой к роману Харпер Ли «Убить пересмешника» (To Kill a Mockingbird)[1]